# جرنتزاگو
جرنتزاگو (به ایتالیایی: Gerenzago) یک کومونه در ایتالیا است که در استان پاویا واقع شده‌است.

## خصوصیات
جرنتزاگو ۵٫۴ کیلومترمربع مساحت و ۱٬۱۵۲ نفر جمعیت دارد.